# Rohtak
Rohtak là một thành phố và là nơi đặt hội đồng đô thị (municipal council) của quận Rohtak thuộc bang Haryana, Ấn Độ.

## Địa lý
Rohtak có vị trí 28°54′B 76°34′Đ / 28,9°B 76,57°Đ Nó có độ cao trung bình là 214 mét (702 feet).

## Nhân khẩu
Theo điều tra dân số năm 2001 của Ấn Độ, Rohtak có dân số 286.773 người. Phái nam chiếm 54% tổng số dân và phái nữ chiếm 46%. Rohtak có tỷ lệ 72% biết đọc biết viết, cao hơn tỷ lệ trung bình toàn quốc là 59,5%: tỷ lệ cho phái nam là 77%, và tỷ lệ cho phái nữ là 67%. Tại Rohtak, 12% dân số nhỏ hơn 6 tuổi.